# Division 1 i fotboll för herrar 2013
Division 1 i fotboll för herrar 2013 var Sveriges tredje högsta division i fotboll för herrar och den åttonde upplagan av "nya Division 1". Totalt bestod Div 1 av två serier (Norra respektive Södra) med vardera 14 lag. Lagen från samma serie möttes två gånger, en hemma och en borta, vilket gav totalt 26 matcher. De två seriesegrarna kvalificerade sig för Superettan 2014 medan de båda serietvåorna kvalade mot lag 13 respektive 14 från Superettan 2013 i bäst av två matcher om två platser i Superettan 2014. Lag 12, 13 och 14 åkte ned i Division 2 till 2014 års säsong. Seger i en match gav tre poäng, oavgjorda matcher en poäng var till lagen, och förlust noll poäng. 
Serierna inleddes den 14 april och avslutades den 26 oktober (södra) respektive 27 oktober (norra) 2013. 

## Tabeller

### Poängtabeller

#### Norra
Nya lag i Norrettan 2013 är Umeå FC som åkte ur Superettan 2012 samt Nyköpings BIS, Selånger FK och Valsta Syrianska som vann sina Div 2-serier under 2012 års säsong.

  
| Nr | Lag                 | S  | V  | O  | F  | GM | IM | MS  | P  |
| -- | ------------------- | -- | -- | -- | -- | -- | -- | --- | -- |
| 1  | IK Sirius           | 26 | 21 | 5  | 0  | 79 | 16 | +63 | 68 |
| 2  | Dalkurd FF          | 26 | 15 | 5  | 6  | 48 | 25 | +23 | 50 |
| 3  | Nyköpings BIS       | 26 | 15 | 4  | 7  | 43 | 25 | +18 | 49 |
| 4  | BK Forward          | 26 | 10 | 11 | 5  | 45 | 28 | +17 | 41 |
| 5  | IFK Luleå           | 26 | 11 | 6  | 9  | 45 | 46 | −1  | 39 |
| 6  | Umeå FC             | 26 | 11 | 4  | 11 | 42 | 37 | +5  | 37 |
| 7  | Vasalunds IF        | 26 | 11 | 2  | 13 | 36 | 38 | −2  | 35 |
| 8  | IK Frej             | 26 | 10 | 5  | 11 | 30 | 39 | −9  | 35 |
| 9  | Valsta Syrianska IK | 26 | 9  | 4  | 13 | 31 | 48 | −17 | 31 |
| 10 | AFC United          | 26 | 8  | 6  | 12 | 32 | 40 | −8  | 30 |
| 11 | Västerås SK         | 26 | 8  | 6  | 12 | 31 | 52 | −21 | 30 |
| 12 | Sandvikens IF       | 26 | 7  | 6  | 13 | 31 | 45 | −14 | 27 |
| 13 | Selånger FK         | 26 | 5  | 5  | 16 | 25 | 46 | −21 | 20 |
| 14 | Eskilstuna City     | 26 | 4  | 5  | 17 | 30 | 62 | −32 | 17 |

#### Södra
Nya lag i Söderettan 2013 är Trelleborgs FF som åkte ur Superettan 2012 samt Husqvarna FF, IS Halmia och Torslanda IK som vann sina Div 2-serier under 2012 års säsong.

  
| Nr | Lag              | S  | V  | O | F  | GM | IM | MS  | P  |
| -- | ---------------- | -- | -- | - | -- | -- | -- | --- | -- |
| 1  | Husqvarna FF     | 26 | 17 | 5 | 4  | 42 | 17 | +25 | 56 |
| 2  | IK Oddevold      | 26 | 14 | 7 | 5  | 49 | 29 | +20 | 49 |
| 3  | Trelleborgs FF   | 26 | 14 | 3 | 9  | 41 | 38 | +3  | 45 |
| 4  | IS Halmia        | 26 | 12 | 7 | 7  | 40 | 30 | +10 | 43 |
| 5  | Utsiktens BK     | 26 | 11 | 8 | 7  | 33 | 29 | +4  | 41 |
| 6  | FC Trollhättan   | 26 | 12 | 5 | 9  | 39 | 36 | +3  | 41 |
| 7  | IF Sylvia        | 26 | 10 | 8 | 8  | 44 | 41 | +3  | 38 |
| 8  | Qviding FIF      | 26 | 9  | 7 | 10 | 34 | 36 | −2  | 34 |
| 9  | Skövde AIK       | 26 | 9  | 6 | 11 | 34 | 36 | −2  | 33 |
| 10 | Lunds BK         | 26 | 9  | 5 | 12 | 46 | 41 | +5  | 32 |
| 11 | Kristianstads FF | 26 | 9  | 4 | 13 | 38 | 43 | −5  | 31 |
| 12 | Torslanda IK     | 26 | 6  | 5 | 15 | 24 | 39 | −15 | 23 |
| 13 | Limhamn Bunkeflo | 26 | 6  | 5 | 15 | 30 | 56 | −26 | 23 |
| 14 | Karlstad BK      | 26 | 4  | 5 | 17 | 25 | 48 | −23 | 17 |

## Kval

### Kval till Superettan
De två andraplacerade lagen i Division 1 möter varsitt lag av de som slutar på 13:e respektive 14:e plats i Superettan i ett dubbelmöte hemma/borta där vinnarna spelar i Superettan 2014 medan förlorarna spelar i Division 1.
| Lag 1       | Totalt | Lag 2         | Match 1 | Match 2 |
| ----------- | ------ | ------------- | ------- | ------- |
| Dalkurd FF  | 2–5    | IFK Värnamo   | 1–0     | 1–5     |
| IK Oddevold | 1–3    | Varbergs BoIS | 0–1     | 1–2     |